# Mouřínov
Mouřínov är en ort i Tjeckien.   Den ligger i regionen Södra Mähren, i den östra delen av landet, 210 km sydost om huvudstaden Prag. Mouřínov ligger 248 meter över havet och antalet invånare är 457.
Terrängen runt Mouřínov är platt åt nordväst, men åt sydost är den kuperad. Runt Mouřínov är det ganska tätbefolkat, med 56 invånare per kvadratkilometer. Närmaste större samhälle är Vyškov, 17,4 km norr om Mouřínov. Trakten runt Mouřínov består till största delen av jordbruksmark.